# Imaginum
Imaginum (también conocida como Imaginum: aventura en el espacio) es una película de animación mexicana de aventura, comedia y ciencia ficción de 2005 dirigida por Alberto Mar e Isaac Sandoval, producida por Ánima Estudios y distribuida por Videocine. Es el segundo largometraje de Ánima Estudios, así como el segundo filme animado de la era moderna del cine de animación hecho en México y el tercero en la historia del género en el país que pertenece al género de la ciencia ficción. El guion fue escrito por Francisco Hirata, con base en una historia y argumento desarrollados por José Carlos García de Letona, Adolfo Martínez Vara e Hirata. Fernando de Fuentes fue el principal encargado de su producción.
El elenco principal está conformado por Giovanni Florido, Jesús Barrero, Luis Daniel Ramírez, Gabriel Cobayassi, Luis Fernando Orozco y Tania María Gutiérrez, como las voces de los personajes principales. Por otro lado, Eugenio Derbez interpreta al antagonista principal, conocido como Yxxxxx. Otras participaciones destacadas son las de Manuel Díaz, Ilse, Trujo, Álex Perea y Vadhir Derbez en roles secundarios. La película contó con la participación especial de los periodistas Jaime Maussan y Pedro Ferriz, conocidos principalmente por su trabajo en el campo de la ufología. En la película, un parásito intergaláctico (Derbez) escapa, junto a tres extraterrestres (Barrero, Ramírez y Cobayassi), de un manicomio espacial de máxima seguridad con el objetivo de llevar a cabo sus planes para conquistar el universo, para lo cual emprende la búsqueda de una poderosa sustancia que solo se encuentra disponible en la Tierra. Al llegar ahí, conocerá a un niño (Florido) que, armado de un cinturón cargado con el químico, interferirá en sus planes para así salvar al mundo.
La producción de Imaginum inició en junio de 2003, mientras Ánima Estudios, que para ese entonces estaba conformado por un equipo de 40 personas, realizaba de forma paralela su primera cinta titulada Magos y Gigantes, y tardó un total de 18 meses en desarrollarse, a diferencia de otras cintas de animación, que por lo general tardan hasta 40 meses de producción. Para su producción y conclusión, Ánima recibió financiamiento por parte del Instituto Mexicano de Cinematografía (Imcine) a través de su Fondo de Inversión y Estímulos al Cine (Fidecine), siendo, junto con Una película de huevos (2006), uno de los primeros largometrajes de animación apoyados por dicho fideicomiso. El crew de la película contó con la participación del director de cine y animador mexicano, Carlos Carrera, como consultor creativo.
Imaginum se proyectó por primera vez el 11 de marzo de 2005 en la 20.a edición del Festival Internacional de Cine en Guadalajara, con una primera función para el público general el 29 de abril en el Centro de Rehabilitación Infantil Teletón (CRIT) en Tlalnepantla, Edo. de México, y una presentación oficial el 18 de agosto en la Ciudad de México, y se estrenó en los cines de México el 19 de agosto, recaudando un total de $7.8 millones de pesos en taquilla, y recibiendo críticas mixtas, aunque mayormente desfavorables. Algunos años después de su estreno, fue lanzada a nivel global por PorchLight Entertainment en televisión y formatos caseros, distribuyéndose en más de cien naciones. Adicionalmente, Imaginum fue el primer largometraje de Ánima Estudios que fue distribuido en cines por Videocine, y a su vez, fue el segundo proyecto que Ánima produjo en asociación con Televisa, compañía propietaria de Videocine.

## Argumento
La historia comienza en el Manicomio Espacial de Máxima Seguridad X-29, un hospital psiquiátrico ubicado en algún rincón del espacio exterior en el que habitan creaturas espaciales de todo tipo con padecimientos mentales. Tras una fallida sesión de terapia grupal, un enfermero recoge a un extraterrestre llamado Tovot, quien emitió un ensordecedor chillido y se desmayó en medio de la sesión producto de su intenso miedo al agua. Al llegar a la sección de pacientes altamente peligrosos, el enfermero se encuentra con Rovor, compañero de Tovot que se caracteriza por tener un solo ojo al igual que un cíclope, quien le cuenta acerca de Yxxxxx, un parásito intergaláctico con delirios de grandeza conocido por ser uno de los criminales más buscados de toda la galaxia que, según Rovor, ataca a las personas para «chupar» su jugo hasta consumirlas. El enfermero, sintiéndose temeroso de entrar al pasillo, le pide a Rovor que lo acompañe, quien termina aceptando con desánimo debido a que también tenía miedo de Yxxxxx. Al llegar a su celda, el enfermero descubre que este se ha vuelto a esconder, Rovor se percata de que Yxxxxx estaba oculto en una de las paredes y trata de avisarle al enfermero con preocupación. Yxxxxx salta sobre la cara del enfermero y lo ataca, dejándolo inconsciente, y posteriormente trata de someter a Rovor a sus órdenes, quien si bien al principio se niega, termina cediendo ante la intimidación ejercida por Yxxxxx. Acto seguido, los dos buscan a Sovos, otro compañero de Rovor y Tovot que se encontraba haciendo labores de limpieza en su celda, Yxxxxx busca reclutarlo para que se encargue de construir una potente máquina que necesita para llevar a cabo su plan de conquista, cuyo objetivo es emplearla para crear un ejército con el que logre tal propósito. Así, los cuatro recorren los pasillos del manicomio, con Rovor haciéndose pasar por el enfermero, consiguiendo la autorización de un guardia de seguridad, esto hasta que el enfermero real aparece. En plena persecución, Yxxxxx consigue inmovilizar al guardia con su líquido viscoso, y tras salir del manicomio, rápidamente consiguen hacerse con una de las naves, en la que venía un capitán acompañado de dos empleados para descargar unas cajas; ante la fuga de los internos, el guardia de seguridad le sugiere a los enfermeros llamar a la policía intergaláctica, sin embargo, uno de ellos pide hacer observaciones previas. Ya adentro de la nave, el capitán es amordazado, e Yxxxxx intenta negociar con él para que se les una, pero ante la negativa del hombre decide expulsarlo de la nave en medio del espacio, amenazando a los tripulantes de hacerles lo mismo si le fallan. Por otro lado, Yxxxxx le pide a Sovos el estado de la máquina, quien le confirma que ya está lista, por lo que Yxxxxx decide probarla utilizando a Tovot como sujeto de pruebas. Sin embargo, la máquina parece no funcionar, debido a que hace falta una mayor concentración de Imaginum, la sustancia base con la que funciona; esto lleva a Yxxxxx a, con ayuda también de Sovos, buscar un planeta en el que se encuentre la mayor concentración posible de dicha sustancia. El Imaginum es una energía capaz de materializar las ideas de su portador, y con ella se pueden crear dispositivos variados a partir de la combinación de tres objetos distintos; sin embargo, el Imaginum puede ser peligroso si se mezcla con el de otras personas, por lo que no puede ser empleado por más de un usuario. Las reservas de dicho químico solo se pueden encontrar en grandes cantidades en el planeta Tierra, el tercero del sistema solar, por lo que Yxxxxx y sus secuaces fijan el curso a este para conseguirla.
Por otro lado, la historia sigue a un niño de diez años llamado Dante, quien es el segundo hijo en una familia de tres y quien vive una vida normal como cualquier otro niño de su edad. Su hermano mayor es Rocco, con quien siempre ha tenido una relación conflictiva y de rivalidad, esto debido a que Rocco siempre era opacado por Dante, pues de los dos era el que más atención recibía por parte de los demás, en especial de sus padres, quienes sentían mayor preferencia por él. Por otro lado, su hermana menor es Tania, una niña dulce y amable con quien Dante tiene un mejor vínculo. Su padre, Justo Naranja, es propietario de un negocio conocido como Helados Justo —consistente en un camión de helados—, y su madre, Elisa Naranja, es empleada en una tienda.
Un día, cuando Dante y su mejor amigo Eddie se enfrentan a Rocco y sus amigos Chuletas y Diego en una carrera de bicicletas, Dante se desvía del camino por culpa de Rocco y termina chocando con Tovot, quien fue olvidado por sus compañeros en una estación de servicio. Tovot siente pánico de Yxxxxx, quien busca traerlo de regreso a la nave, y en un acto de desesperación, huye en la bicicleta de Dante, quien se sujeta de la parte trasera de esta; al final, ambos son interceptados en un campo de trigo e introducidos al interior del vehículo. Una vez dentro de la nave, Yxxxxx le ordena a Rovor y Tovot atrapar a Dante y a Sovos accionar la máquina Monsterizer (nombre con el que Yxxxxx bautiza a la máquina impulsada por el Imaginum), pero el niño, tras despistar a los dos primeros, consigue encerrarlo en una botella, liberando así al trío de extraterrestres de su control, lo que a su vez lo lleva a hacer buenas migas con ellos. Como recompensa por salvarlos, Sovos le regala a Dante un cinturón impulsado por el Imaginum, y una vez regresa a su casa, se pone a experimentar convirtiendo sus juguetes en diferentes inventos hasta que llega Rocco quien, creyendo que Dante usó sus juguetes sin su consentimiento y ante el retorno de Elisa y Tania, lo amenaza con reclamarle a su mamá para que lo castigue. Dante se las arregla para limpiar la habitación y montar una escena en la que finge estar leyendo tranquilamente sus historietas, lo que deja indignada a Elisa, quien regaña a Rocco por haberla engañado y por querer acusar a Dante de algo malo que en realidad no había hecho. Molesto, Rocco le advierte a Dante que se vengará por dejarlo mal parado con su madre, Dante trata de explicarle a Rocco que solo quería probar su inocencia, pero este lo ignora y se retira del cuarto, dejando a Dante molesto también.
Por otro lado, Sovos, Rovor y Tovot viajan de regreso al manicomio espacial, sin embargo, se percatan de que las instalaciones están cerradas. Mientras esperan una respuesta, al otro lado de la puerta de acceso se encontraban dos enfermeros observándolos atentamente, para no levantar sospechas de su presencia, uno de ellos coloca un letrero en el que se indica que el hospital estaría cerrado por periodo vacacional. Mediante el uso de un estetoscopio, Sovos escucha la conversación que ambos sostienen al interior del edificio: el primero consideró que debían dejarlos entrar de nuevo, pues no serviría de mucho dejarlos escapar, pero su compañero lo confronta diciéndole que sería una pésima idea, ya que tendrían que seguir soportándolos con sus extraños comportamientos y particularidades, incluyendo también a Yxxxxx, del que afirma que, lo único que sabe hacer es «gritar órdenes tontas». Estas palabras acaban por herir los sentimientos de Sovos, quien finalmente comprende que él y sus compañeros no eran queridos en el asilo, por lo que les miente asegurando que al final no se encontraba nadie adentro del lugar, y los tres se retiran nuevamente con dirección hacia la Tierra. Tras su partida, los habitantes del manicomio festejan jubilosos, en compañía de un mariachi, por al fin haberse librado de ellos.
Mientras tanto, Elisa le pide a Dante que cuide a Tania en lo que ella atiende a un cliente importante en su tienda, lo que él acepta hacer a regañadientes luego de infructuosamente intentar convencerla de permitirle ir a visitar a Eddie. En el camino, Dante se reencuentra con Sovos, Rovor y Tovot, quienes lo saludan animosos desde la nave indicando que estaban de regreso, con tal de que su mamá no se entere, les pide que mejor se vayan. Bajo la excusa de querer comprar un nuevo videojuego, Dante le pide a Elisa que mejor lo deje en una tienda de videojuegos, a lo que ella comprensivamente accede, no sin antes recordarle que debe estar al pendiente de su hermana menor. Al ver descender la nave de Sovos, Rovor y Tovot, Dante le propone a Tania acompañarlo con el fin de presentárselos, tras explicarle que ellos eran extraterrestres que venían del espacio exterior y que no debía temerles en absoluto, Dante se dirige hacia Yxxxxx para ver cómo se encuentra, este le suplica que lo deje salir de la botella en la que se encuentra retenido bajo la promesa de portarse bien. Al hacerlo, Yxxxxx le recuerda a sus anteriores lacayos que deben retomar sus planes para conquistar el mundo, por lo que, en vista de que Yxxxxx no se reformó como le quiso hacer creer, Dante decide volverlo a encerrar, pero antes Yxxxxx le pide que le deje hablar con ellos por unos minutos. Sin embargo, al ver que los tres no estaban interesados en permanecer fieles a él y sintiendo que lo traicionaron, Yxxxxx enfurece y los amenaza con hacerles algo muy grave una vez que escape del contenedor; en respuesta, Dante vuelve a encerrarlo terminantemente, y le hace saber a sus nuevos amigos que no permitirá que Yxxxxx los lastime. Mientras Rovor y Tovot huyen perseguidos por Tania, quien solo quiere jugar con ellos, Sovos le confiesa a Dante la verdadera razón por la que regresaron a la Tierra, y se muestra preocupado, pues no sabe qué hacer y no quiere revelarle toda la verdad a sus compañeros. En vista de dicha situación, Dante le sugiere que se queden en la Tierra y que utilicen disfraces para poder mezclarse entre la gente sin levantar sospechas de que en realidad son extraterrestres.
Mientras los cinco salen de paseo por la ciudad —con Sovos, Rovor y Tovot a casi nada de ser descubiertos, a pesar de estar disfrazados—, Yxxxxx aprovecha la ausencia de ellos e intenta escapar del envase, y tras varios intentos fallidos, lo logra, con lo que continúa con sus planes. El grupo se encuentra brevemente con el papá de Dante, quien le ofrece helado a sus nuevos amigos que cree están disfrazados, Dante le miente explicándole que es para asistir a una convención de ciencia ficción. Mientras tanto, Rocco, quien estaba pasando la tarde con Diego y Chuletas en su casa, planea verter polvo picapica por debajo de la sábana de Dante como parte de su venganza. De vuelta en la nave, mientras Dante le enseña a Rovor y a Tovot a jugar baloncesto, Tania, sin saberlo, se topa con el líquido viscoso de Yxxxxx y un camino de dulces que la conduce hacia la Monsterizer. En secreto, Yxxxxx la activa y comienza a funcionar; Dante y Sovos, advertidos por los gritos de Tania, se dirigen en su auxilio. Cuando logran ponerla a salvo, un conejo de peluche con vida propia es expulsado de la máquina, lo que en principio preocupa a todos pues temen que el ser sea peligroso y quiera dañarlos, pero inmediatamente el miedo se disipa al comprobar que el muñeco era completamente inofensivo y dócil. El hallazgo sorprende gratamente a Sovos, quien habla sobre la posibilidad de que el Imaginum de Tania carezca de malas intenciones, mientras que Yxxxxx, quien espiaba al resto desde unas rejillas inferiores de la nave, se siente satisfecho al ver que la primera fase de su plan ha surtido efecto.

## Reparto
- Giovanni Florido es Dante Naranja, un niño de diez años que es el hijo de en medio en una familia de tres. Es un chico inteligente, creativo e ingenioso, de personalidad amable y amistosa. Es aficionado a los cómics, los videojuegos y la ciencia ficción. Florido describió al personaje como «un chavo sencillo, animado, que tiene personalidad y carácter, y aprovecha la imaginación para hacer cosas buenas».[19] Frecuentemente, utiliza la expresión zufástico para referirse a algo que es genial.[20]
- Eugenio Derbez es Yxxxxx / Mutix, un parásito intergaláctico de baja estatura con delirios de grandeza y deseos de obtener poder.[21] Es arrogante y déspota, somete a sus esbirros a cumplir sus órdenes y caprichos y se autoproclama «El Conquistador», por su ambición de conquistar planetas y galaxias para extender así los alcances de su dominio a todo el universo. Posteriormente, gracias al robo del Imaginum de otras personas e inventos, se transforma en una creatura humanoide de tamaño gigante y aspecto intimidante.
- Jesús Barrero es Sovos, un extraterrestre delgado y de mediana estatura que posee conocimientos en tecnología y ciencia, y que se preocupa por la limpieza e higiene de forma obsesiva. Anteriormente, era un interno del Manicomnio Espacial de Máxima Seguridad X-29, del cual escapa junto con Yxxxxx y sus compañeros Rovor y Tovot, luego de que el primero lo obligase a construir una poderosa máquina que le permitiese llevar a cabo sus planes de conquista.
- Luis Daniel Ramírez es Rovor, un extraterrestre alto, de complexión ancha que se caracteriza por ser un poco despistado e inocente y por tener un solo ojo al igual que un cíclope.
- Gabriel Cobayassi es Tovot, un extraterrestre bajo y de aspecto infantil que se caracteriza por tenerle miedo al agua, cuando entra en contacto con esta, su reacción consiste en un particular grito muy agudo.
- Luis Fernando Orozco es Rocco Naranja, hermano mayor de Dante, con quien tiene una relación conflictiva. Se caracteriza por ser burlón y pesado. Le molesta que toquen sus juguetes sin su permiso, especialmente si se trata de Dante. Sus dos mejores amigos son Diego y Chuletas. En el fondo, Rocco es una persona humana y de buen corazón, pues parte importante de su rencor hacia Dante viene de la atención que este recibía de los demás, dejándolo desplazado.
- Tania María Gutiérrez es Tania Naranja, hermana menor de Dante. Es una niña inocente, juguetona y afable. Es muy cercana a su hermano mayor Dante, a pesar de que este se muestre enfadado por tener que cuidarla.
- Manuel Díaz es Eddie Gris, el mejor amigo de Dante. Es un niño tranquilo que se caracteriza por hablar en voz baja, si bien, si se lo propone, también es capaz de responder a las burlas u ofensas de los demás.
- Ilse Olivo es Elisa Naranja, madre de Rocco, Dante y Tania.[22] Es de carácter temperamental y suele estresarse mucho. Procura mantener el orden entre sus hijos y promover una sana convivencia entre ellos, lo que le resulta difícil, especialmente con Dante y Rocco.
- Rubén Trujillo es Justo Naranja, esposo de Elisa y padre de Rocco, Dante y Tania que posee un negocio móvil de heladería. Es ocurrente y un poco despistado, y siempre está pensando en ideas novedosas para su negocio.
- Álex Perea es Diego, amigo de Rocco.[23]
- Vadhir Derbez es Chuletas, amigo de Rocco.[24][25]

César Filio y Moisés Iván Mora, interpretaron a dos enfermeros afiliados al manicomio espacial. Andrea Trujillo Alfonzo, Carlos Alejandro Ramos, Rodolfo Valenzuela Trujillo, Alejandro Orozco, Mariano Vega Trujillo, Ángeles Bravo, Cynthia Alfonzo, Pilar Escandón, Nicolás Frías e Isabel Martiñón, participaron como personajes de soporte e incidentales.
Los periodistas Jaime Maussan y Pedro Ferriz Santa Cruz, reconocidos por sus emisiones televisivas sobre ufología, Tercer Milenio (1997–presente) y Un mundo nos vigila (1947–2013; radiofónica en un inicio), respectivamente, tienen un breve cameo en la cinta.

## Producción

### Desarrollo
La producción del filme comenzó en junio de 2003, con un crew de producción compuesto por aproximadamente 40 personas en el estudio, 20 de ellos animadores. La producción inició de forma paralela mientras el primer largometraje de Ánima Estudios, titulado Magos y Gigantes, se encontraba en etapas avanzadas de su producción y se planificaba su lanzamiento [de Magos...] para el mes de noviembre. Alberto Mar e Issac Sandoval, quienes en ese momento formaban parte del equipo de animadores de Magos y Gigantes, fueron asignados como directores de Imaginum: en dicha película, Mar laboraba bajo el cargo de animador sénior y creador de personajes originales, mientras que Sandoval, por su parte, contribuía como animador de secuencias. El desarrollo de la historia y el argumento nuevamente corrieron a cargo de Adolfo Martínez Vara, José Carlos García de Letona y Francisco Hirata; este último, al igual que en Magos y Gigantes, se encargó de materializar estos conceptos en la etapa de la redacción del guion.
Desde un principio, la empresa estableció un plan inicial de producir tres películas con un programa de producción intercalado e ininterrumpido, debido al tipo de organización empresarial que necesita un estudio de animación para seguir en funcionamiento. Para ese momento, Ánima Estudios contaba con un equipo de artistas y creativos ya consolidado —conformado por egresados de escuelas de animación mexicanas y canadienses—, así como el equipo tecnológico necesario ya instalado en la empresa. Los altos directivos de Ánima se sintieron presionados por querer conservar el equipo humano que habían conseguido, pues se temía que este se disolviera ante la falta de remuneración en caso de que la producción se tuviese que atrasar con el objetivo de pulir el guion y la historia, por lo que decidieron empezar la producción de inmediato. Al respecto, en un artículo de la edición mexicana de Forbes, José Carlos García de Letona recordó que «todavía no había un guion sólido y empezamos [la película], pero también por la prisa de tener capacidad instalada de personas y de equipos, pues no podíamos decir: ‘No tenemos bien la historia; a ver muchachos, váyanse seis meses, no les voy a pagar’».
Debido a la baja recuperación económica a raíz del fracaso comercial que Magos y Gigantes representó para Ánima Estudios, en abril de 2004, el estudio se presentó a solicitar recursos para la realización de Imaginum al Fondo de Inversión y Estímulos al Cine (Fidecine), un fideicomiso creado en 2001 por el Instituto Mexicano de Cinematografía (Imcine), con el fin de apoyar económicamente a la producción de películas comerciales hechas en el país haciendo uso de los recursos públicos. Hasta ese momento, Fidecine había apoyado 25 largometrajes de imagen real, sin embargo, en sus dos años en funcionamiento no había apoyado a ningún proyecto de animación. El Comité Técnico de Fidecine consideraba que el guion y proyecto presentados eran buenos, pero sus integrantes se mostraban inseguros ante la decisión de involucrarse en la realización de un largometraje animado, de acuerdo con Víctor Ugalde, coautor del libro Animación: una perspectiva desde México —y quien por esa época fuese secretario ejecutivo de Fidecine—, «por los antecedentes y la experiencia histórica del cine animado en la industria cinematográfica mexicana, resultaba difícil involucrarse en este tipo de proyectos. Todos los productores que históricamente se habían arriesgado en proyectos de animación como Los tres Reyes Magos (1976), Los Supersabios (1978) o Katy, la oruga (1984) sabían que lo más fácil era iniciar el proyecto, pero una vez dentro era difícil saber cuál sería el costo final y mucho menos cuando se finalizaría. Lo que sí se sabía es que una vez comenzado el trabajo es imposible abandonarlo porque un proyecto trunco no es una buena inversión». Durante los siguientes meses, el comité estuvo meditando antes de decidirse a aprobar la película, gracias a la seriedad demostrada por la productora y a la experiencia que adquirió luego de su primera cinta, en agosto de 2004, Fidecine confirmó su apoyo al proyecto con una aportación económica de $7,000,000.00 pesos, mientras se encontraba en etapas avanzadas de su producción; la película se convirtió en el primer largometraje de animación apoyado por el fideicomiso.
Es además el primer filme del estudio en ser apoyado por el fideicomiso, debido a que Magos y Gigantes se financió totalmente con capital de riesgo por parte de familiares y amigos (además de contar con el apoyo y distribución de 20th Century Fox), sin el apoyo de programas y estímulos gubernamentales, pues era la única opción para poder realizarla. En cambio, Imaginum sí recibió estos apoyos económicos, debido a que, en palabras del productor Fernando de Fuentes: «También fue fácil convencer a Fidecine porque ya habíamos realizado una película anterior. Creo que Fidecine no nos hubiera otorgado recursos si [Imaginum] hubiese sido nuestra primera película [...] Creo que ni siquiera nos hubieran creído, nos hubieran dicho: “una película de animación, no”. Pero como ya habíamos hecho Magos y Gigantes, recibimos el apoyo inmediato para Imaginum».
Adicionalmente, la productora contó con el apoyo de la empresa mexicana de alimentación Grupo Bimbo, así como del fabricante estadounidense de circuitos integrados Intel. La primera llegó a un acuerdo con el estudio para hacer product placement de algunos de sus productos en el filme, mientras que la segunda le proporcionó al estudio tecnología para la realización del largometraje, principalmente microprocesadores pertenecientes a su gama de quinta generación Intel Pentium. Además de esto y más adelante, Ánima Estudios pactó algunas colaboraciones con Intel durante la campaña de promoción del filme, y la firma le concedió la autorización para el uso de sus logotipos y marcas tanto en los avances como en los créditos finales de la película. Asimismo, en general ambas compañías recibieron cinco millones de impactos visuales en cine, televisión y vídeo por parte de Ánima, y la estrategia de incluir las marcas de ambas compañías dentro de la cinta, ayudó al estudio a pagar un 9% de los costos de producción que, de acuerdo con Fernando de Fuentes, puede llegar a representar hasta un 20%.

El equipo de Ánima Estudios se propuso como meta hacer un trabajo que tuviese una calidad superior a la de su ópera prima en muchos aspectos, principalmente, en la historia y la animación. Asimismo, Ánima quería hacer una película destinada a un público más extenso. Al respecto, Federico Unda dijo que «cada vez queremos abarcar un mayor público, Magos y Gigantes fue para niños, especialmente para alrededor de siete años para abajo y en el caso de Imaginum es para toda la familia». Por otra parte, José Carlos García de Letona explicó que «Imaginum es una cinta para niños, pero que también busca captar al público adolescente y adulto con los elementos temáticos y la comedia que se maneja. Eugenio Derbez hace la voz de Yxxxxx, y su humor está impregnado en toda la cinta». Para Alberto Mar —en un caso similar al de Magos y Gigantes y sus directores—, Imaginum representó un reto significativo al ser su ópera prima como cineasta de animación:
«Estamos hablando de un trabajo de dos años y medio... es más bien una carrera de resistencia que de velocidad. Tal vez lo más difícil con Imaginum, es que fue la primera vez que dirigía un largometraje animado, entonces hay muchas cosas que vas aprendiendo sobre la marcha, y mantener la atención del espectador durante ochenta minutos es un reto muy grande». —Alberto Mar (2008)

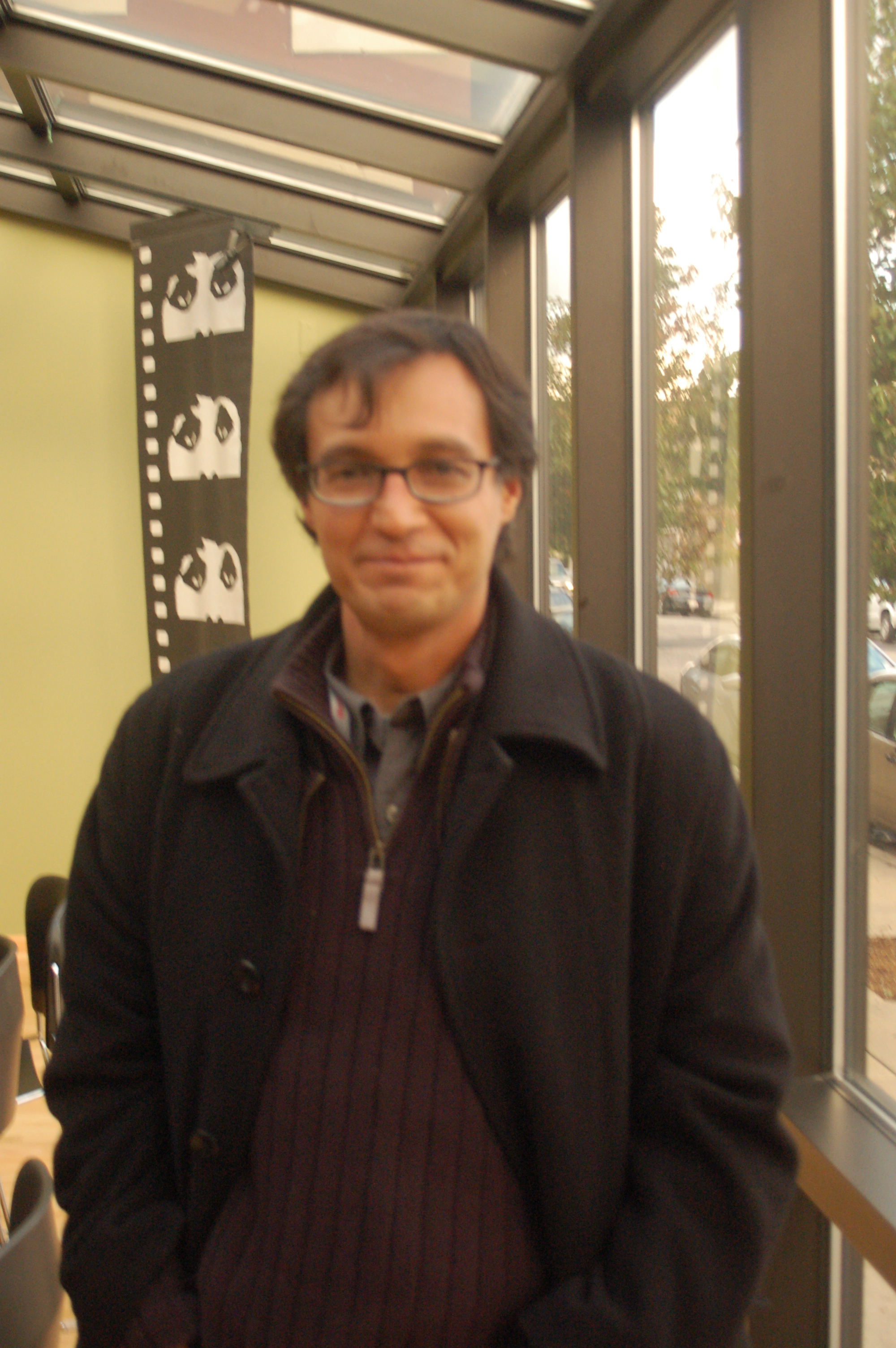
El cineasta y animador mexicano Carlos Carrera participó en Imaginum como consultor creativo.

El 30 de noviembre de 2004, se anunció que el animador y director de cine mexicano, Carlos Carrera, se había integrado a Ánima Estudios como asesor creativo para sus proyectos cinematográficos, siendo el primero de estos, Imaginum, donde estuvo apoyando de manera importante a las diferentes áreas del estudio. En una nota de El Siglo de Torreón, Fernando de Fuentes dijo que Carrera hizo muchas aportaciones al desarrollo de la narrativa y en el apartado de la producción. Sobre la participación de Carrera en el proyecto, Federico Unda, vicepresidente de producción de Ánima Estudios, expresó lo siguiente: «Carlos Carrera es para el estudio una pieza invaluable, [...] y sentimos que es de las personas que más saben no sólo de dirección sino de animación en el país; viene a aportar parte importante de su creatividad a la visión de los directores».
La producción de la cinta se dividió con la de otros proyectos del estudio, como las series Cascaritos: ¡Chuta, Remata y Gol y Cascaritos: ¡En sus marcas, listos, fuera! (ambas en colaboración con Televisa Deportes y Televisa Licencias), el tercer largometraje de la compañía titulado Guacamayo: Intriga polar, y el inicio de las negociaciones con Televisa y la familia del actor y comediante Roberto Gómez Bolaños para la realización de la serie El Chavo animado, además de la realización de algunos trabajos de servicios de animación para DIC Entertainment.

### Casting y actuación de voz

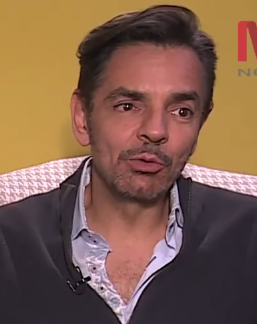
Eugenio Derbez (fotografiado en 2017) hace la voz de Yxxxxx, el principal antagonista de Imaginum.

A diferencia de Magos y Gigantes, en donde la mayor parte del reparto principal de voces fue conformado por actores de voz con especialización en el doblaje de producciones extranjeras, para Imaginum se decidió incluir a diferentes celebridades del país, algunas para los papeles de mayor importancia, y siendo en su mayoría actores provenientes del medio de la televisión y el cine. Asimismo, se contó con algunas participaciones de estrellas provenientes de otros ámbitos como la industria musical y el periodismo.
Esto, de acuerdo con Luis Gabriel Vázquez Hernández, autor del libro Cuentos y recuentos animados: Panorama de la animación mexicana: 2000-2012 (2015), «fue algo muy a la usanza probada por las películas estadounidenses que se valían de voces conocidas –aunque no necesariamente capacitadas– como gancho para atraer la atención del público». Como resultado de este experimento, Imaginum se convirtió en una de las primeras películas de animación en México en llevar a cabo la práctica de contratar a actores y celebridades mediáticas —conocidas en el gremio del doblaje como startalents— para poner voz a personajes, ya que en un futuro esto se volvería cada vez más frecuente en producciones subsecuentes de otros estudios, pues esto cobraría un peso muy importante en el tema de la publicidad y mercadotecnia de las cintas. A pesar de ello, Ánima Estudios continuó trabajando con actores de voz con formación en doblaje, y en el caso de Imaginum, algunos de estos igualmente figuraron en roles importantes del filme; adicionalmente, varios de los actores de voz contratados, anteriormente habían participado en Magos y Gigantes.
Las primeras sesiones de grabaciones de voz se llevaron a cabo a mediados de 2003, una vez arrancada la producción de la película. Dos años después, una vez terminada la animación y durante la etapa de posproducción, se hicieron sesiones de regrabación con el fin de hacer modificaciones y cambios para la versión final. Siendo su segundo trabajo consecutivo para el estudio, Rubén Trujillo «Trujo» se encargó de la dirección de voces de la película, mientras que Manuel Teil y Laura Vázquez se encargaron de dirigir el proceso de las audiciones bajo la organización de la empresa de Trujo y su esposa Cynthia Alfonzo, Las Voces.com. El estudio de doblaje con sede en la Ciudad de México, AF & Associates The Dubbing House (conocido como Mystic Sound hasta 2004), fue el encargado de los procesos de grabación y regrabación de las voces. El estudio, fundado por el actor y director de doblaje, Adrián Fogarty —en asociación con Mario Castañeda, y posteriormente con Marina Huerta, Jorge Arregui y Paola Felgueres—, comenzaría a trabajar de forma recurrente con Ánima Estudios en varias de sus producciones posteriores como El Chavo animado, así como en otras producciones originales tanto de productoras nacionales como de otros países de Latinoamérica.
El joven actor, Giovanni Florido, fue escogido para interpretar al protagonista de la cinta, Dante Naranja. Florido había ganado reconocimiento como actor infantil por su participación en los largometrajes Atlético San Pancho (2001) y Zurdo (2003) a inicios de la década. Originalmente, Florido tenía doce años de edad cuando interpretó al personaje por primera vez. Dos años después, Florido, quien para ese entonces había cumplido catorce años, tuvo dificultades para interpretar nuevamente a Dante, porque, debido a su crecimiento, su registro de voz había cambiado drásticamente. Florido dijo que «el personaje lo tenía en la mente, pero luego el registro ya no era el mismo. Rubén Trujillo me dijo que antes era un niño alegre, y que ahora era un adolescente gruñón. La experiencia me gustó. Qué difícil fue hacer de nueva cuenta la voz de un niño». Asimismo, Florido destacó un mensaje para la juventud en relación con la personalidad de Dante: «La imaginación es algo que se está acabando en los niños y eso no puede ser; como Dante, debemos querer vivir aventuras y estar en nuestro mundo, divertirnos».
El actor y comediante, Eugenio Derbez, fue asignado para interpretar el personaje de Yxxxxx. Para ese momento, Derbez ya tenía experiencia como actor de voz luego de haber participado como startalent en el doblaje de las películas animadas Mulan (1998) y Shrek (2001), en las que ganó reconocimiento por su interpretación de los personajes Mushu y Donkey (Burro en la versión hispanoamericana), respectivamente. También había realizado el doblaje del filme de acción viva 102 dálmatas (2000) como la voz de Waddlesworth (Garcilaso en la versión hispanoamericana), y para cuando Imaginum se encontraba en producción, Derbez participó en el doblaje de Shrek 2 (2004) nuevamente como la voz de Donkey. A diferencia de estas producciones, en Imaginum, Derbez tuvo que realizar un trabajo de actuación de voz más intenso, ya que tuvo que trabajar con el personaje desde cero. José Carlos García de Letona destacó que Derbez «se podía desplayar y echarle mucho de su cosecha» al trabajo de interpretación, lo que en sus propias palabras «les ayudó mucho a levantar la película en cuanto a la parte de humor y creatividad». Por otro lado, Derbez afirma que, para interpretar al personaje «requirió también [de] todo su esfuerzo vocal, porque como el personaje comienza siendo chiquito, va creciendo y después se vuelve gigante (Mutix), [por lo que] tuvo que usar su registro de voz más agudo y el más grave», respectivamente. Las sesiones de grabación para el personaje de Yxxxxx se llevaron a cabo en un total de cinco días, los cuales, de acuerdo con Derbez, fueron para «grabar la voz completa y luego [pulir] detallitos».
Originalmente, se tenía previsto que la actriz y cantante juvenil Mariana Ochoa, exintegrante de la recién separada —por esa época— banda de pop OV7, fuese la voz de uno de los personajes, pues estaba considerada para el papel de la mamá de los hermanos Dante, Rocco y Tania, llamada Elisa Naranja. Sin embargo, su participación en la película no se concretó, debido a que en ese momento estaba comprometida con otros proyectos por los que se vio absorbida. Posteriormente, el personaje se le ofreció a la cantante y actriz Ilse, quien es conocida por ser integrante de la también banda de pop Flans, y quien finalmente terminaría interpretando al personaje. Previamente, en 1996, Ilse ya había sido actriz para una producción de corte familiar en la serie de televisión infantil, Plaza Sésamo (1972–presente), —versión latinoamericana de origen mexicano de la serie estadounidense-canadiense, Sesame Street (1969–presente)— en la que figuró como parte del numeroso elenco de actores mexicanos. Asimismo, anteriormente, cuando Ilse formaba parte de Flans, participó en el quinto trabajo discográfico de la banda, Cuéntamelo Dum Dum (1989), un álbum dividido en dos discos que reunían cuentos y canciones para niños cuyos protagonistas eran un duende llamado Dum Dum y las propias Ilse, Ivonne y Mimí de Flans, quienes además actuaron como narradoras de los cuentos. Ilse, quien era madre de dos hijos varones, Yann y Luc Alexandre, de 10 y 6 años, respectivamente, usó su experiencia propia como figura materna para interpretar al personaje de forma realista y creíble. En entrevista con el periódico Reforma, Ilse afirmó que «[la interpretación] me salió de lo más natural, eso no lo puedo negar. Después de todo, tengo un hijo de la misma edad que el del personaje de la película (Yann), me divertí mucho». En una nota para El Universal, José Carlos García de Letona, explicó que Ilse le proporcionó a la producción dos o tres consejos para implementarlos a su personaje. Imaginum fue la primera y única incursión de Ilse como actriz de voz, ya que posteriormente no volvió a interpretar otro personaje ni a participar en otro proyecto de animación, y en general, dicha película fue su primer y último trabajo de actuación cinematográfica; posteriormente, Ilse retomaría su carrera musical y participaría en algunos programas de televisión como La Academia (2002–presente), en el que se involucró como parte del jurado de la cuarta generación emitida en 2005 —mismo año de lanzamiento de la cinta—.
Vadhir Derbez, hijo de Eugenio Derbez y quien también inició su carrera como actor en televisión, tuvo su primera incursión en el cine con Imaginum interpretando a Chuletas, uno de los amigos de Rocco Naranja. Mientras Imaginum se encontraba en producción, Vadhir también hizo su debut en el teatro con una adaptación de la novela de Mark Twain, Las aventuras de Tom Sawyer, en la que interpretó al personaje titular. Asimismo, en 2005 se incorporó al elenco principal de la serie de televisión Vecinos, adaptación mexicana de la comedia de situación española Aquí no hay quien viva (2003–2006) producida por su padre Eugenio Derbez.
Los periodistas e investigadores y divulgadores de ufología, Jaime Maussan y Pedro Ferriz Santa Cruz, fueron invitados para aparecer juntos en una escena de la película. Adicionalmente, Maussan tuvo un segundo cameo al final de la cinta, y participó en un promocional para televisión como parte de la campaña publicitaria de la misma. Una década más tarde, Maussan participó en otro filme animado mexicano sobre extraterrestes, Marcianos vs. mexicanos (2018), en el que, a diferencia de Imaginum, sus escenas fueron rodadas en imagen real, en lugar de recurrir al uso de animación.

En entrevista con José Antonio Fernández para Revista Telemundo, Fernando de Fuentes confesó que no le dio la debida importancia a las voces en las primeras dos películas del estudio, ejemplificándolo con la participación de Derbez en Imaginum:
En nuestras primeras dos películas, Magos y Gigantes e Imaginum, reconozco que me equivoqué al no darle la debida importancia a las voces de las cintas. Me cayó el veinte mi equivocación, cuando escuché decir a Eugenio Derbez en una entrevista que no le había puesto de su cosecha en su participación en Imaginum porque no se lo habíamos pedido.  Hoy tengo una idea completamente distinta sobre las voces de las películas animadas y ahora motivaré siempre a los actores para que aporten ideas a sus personajes.  —Fernando de Fuentes (2007)

### Animación

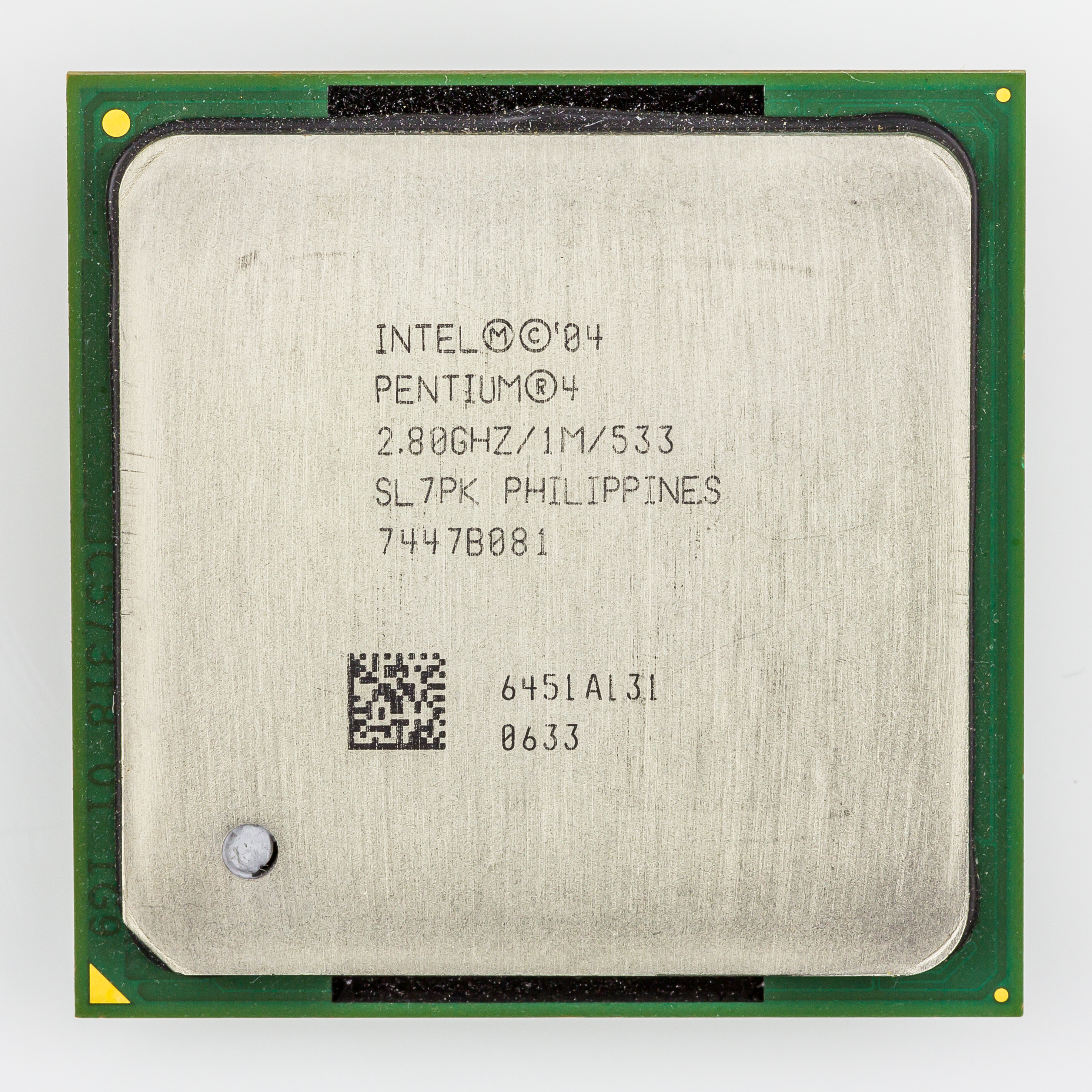
La familia de microprocesadores Pentium 4 con tecnología Hyper-Threading de Intel jugó un papel importante en la producción de la película.

El filme usa animación flash en 2D, con elementos generados por computadora en 3D. En entrevista con el portal Orizaba en Red en el marco de la Expo Locaciones 2004, José Carlos García de Letona, dijo respecto a la calidad de animación de la película, que, en contraste con Magos y Gigantes, «ahora, se podrían ver anatomías más cercanas a la realidad, los movimientos son mucho más fluidos, los fondos tienen más detalle, hemos evolucionado, pero sin perder de vista que lo más importante es contar una historia que entretenga al público».
El guion gráfico o storyboard se hizo a mano por Jorge Valdés, Mauricio Caballero y el codirector del filme Isaac Sandoval Capuchino. La edición de los animatics con los cuadros del storyboard y las pistas de audio preliminar estuvo a cargo del codirector Alberto Mar. Así mismo, el diseño de personajes corrió a cargo del animador Ariel Orea, con diseños adicionales de Rafael Ortega García Rojas. El storyboard y el diseño de personajes fueron los únicos procesos de la animación que se hicieron completamente a mano. El artista multifacético Carlos Ostos Sabugal, quien ya había participado en Magos y Gigantes, esculpió maquetas físicas de los personajes, a fin de que los técnicos tuviesen a la mano modelos tangibles y tridimensionales de cada uno a la hora de animar.
Los procesos de animación fueron realizados completamente por computadora con los programas Macromedia Flash, Adobe Photoshop y Adobe Ilustrator. Los personajes fueron animados en 2D, al igual que una buena parte de los fondos. Con el fin de dotar de volumen a los personajes y elementos bidimensionales, se procuró hacer un buen manejo de planos con tamaños y perspectivas.
Los vehículos, algunos escenarios y objetos fueron animados en CGI. La nave en la que Yxxxxx, Sovos, Rovor y Tovot escapan del manicomio espacial, fue uno de los vehículos completamente animados en 3D. En varios de los modelos, se aplicó la técnica de sombreado plano o cel shading, con la cual los escenarios y vehículos adquirieron un look similar al dibujo hecho a mano, esto con el fin de que estos coincidieran con los personajes animados en dos dimensiones. Otros modelos y entornos, tales como el manicomio espacial o los modelos de planetas exhibidos en el planetario, así como ciertos ambientes como el espacio exterior, fueron realizados sin el empleo de dicha técnica. Las secuencias con animación 3D pasaron por un proceso de elaboración de cinco meses, y la película contó con más de veinte minutos de animación CGI en total. Sobre la combinación de animación 2D y 3D, Fernando de Fuentes explicó que la decisión se tomó porque «nos dimos cuenta de que debíamos utilizar ambientes en 3D, mientras que los personajes se hicieron en 2D, es un híbrido muy interesante y atractivo y superior a nuestro trabajo anterior». Si bien en Magos y Gigantes se llegaron a producir algunos modelos tridimensionales, en Imaginum estos cobraron mayor relevancia, y la combinación entre animación 2D y CGI sería un aspecto que prevalecería en la mayoría de producciones posteriores de Ánima Estudios, y que se volvería característico en el estilo del estudio, adquiriendo mayor notoriedad en producciones como la serie El Chavo animado (2006–2014) y los posteriores filmes El Agente 00-P2 (2009) y AAA, la película: Sin límite en el tiempo (2010). El híbrido entre estas dos técnicas fue un método que eventualmente adoptaron otros estudios de animación mexicanos, siendo Huevocartoon, el segundo que empleó el uso de esta combinación en su cinta debut, Una película de huevos, película que fue lanzada nueve meses después del estreno de Imaginum.
Para la composición y la adición de algunos efectos visuales se usó el software Adobe After Effects.
Para los procesos de animación y posproducción, se utilizaron procesadores Intel Pentium 4 con tecnología Hyper-Threading, que, en declaraciones del vicepresidente de producción de Ánima Estudios y productor ejecutivo de Imaginum, Federico Unda, la tecnología de Intel resultó ser bastante útil a la hora de crear animaciones con un alto grado de complejidad, en donde los recursos tecnológicos requieren ser confiables y estables.

### Posproducción
Para cuando Ánima Estudios recibió el financiamiento completo por parte de Fidecine, la película ya se encontraba en sus etapas finales de producción, faltando la mitad de la animación para cerrar la etapa de producción e iniciar los procesos de posproducción: corrección de color, mezcla de audio final, mezcla 5.1, data to film, negativo de audio, negativo de imagen e interpositivo; todo esto para terminar en octubre de 2004.
La posproducción, edición y la mayor parte de la corrección de color se hicieron con el programa Final Cut Pro de Apple. La etapa de edición y montaje quedó a cargo de Alberto "El Chino" Rodríguez, quien recientemente se había incorporado a las filas de Ánima Estudios tras haber laborado en Canal 11 como coordinador de producción de la barra múltiple a inicios de los dosmiles. Las reacciones de los personajes hacia los sucesos de la trama, fueron determinantes en el ritmo y la precisión de la edición.
Para la conversión del filme a cine de 35 milímetros, el estudio de efectos visuales Ollin Studio se encargó de realizar los procesos de data to film. Esta empresa ya había realizado procesos de negativo de imagen para la primera cinta del estudio, Magos y Gigantes.
El 16 de diciembre de 2004, El Sur de Guerrero reportó que la cinta ya estaba en un 98% concluida. Para el 24 de diciembre, El Universal informó que la película ya estaba terminada y se encontraba en proceso de ser enlatada.

### Música
El responsable de la música original del filme fue Xavier Asali, siendo su segundo trabajo para el estudio. Los procesos de realización, grabación y mezcla del score se dividieron entre Asali Producciones y Manu Estudio.

#### Banda sonora
Por otro lado, la banda sonora de la película fue publicada en el álbum recopilatorio Imaginum: Canciones de la Película. Luego de su publicación el 14 de agosto de 2005, salió a la venta en varias tiendas disponible en formato CD, así como para su descarga en el formato de audio digital MP3. El álbum fue publicado y distribuido por EMI Music México a través de su sello discográfico Capitol Records.
Algunas de las canciones que aparecieron en el filme son: Walkie Talkie Man de la banda de rock alternativo neozelandés, Steriogram; Ocean Avenue, de la banda estadounidense de rock, Yellowcard; Plástico de la cantautora de rock y pop estadounidense, J.D. Natasha y Los Luchadores, de la banda de música regional mexicana, Conjunto África (esta última no fue incluida en el álbum), entre otras.

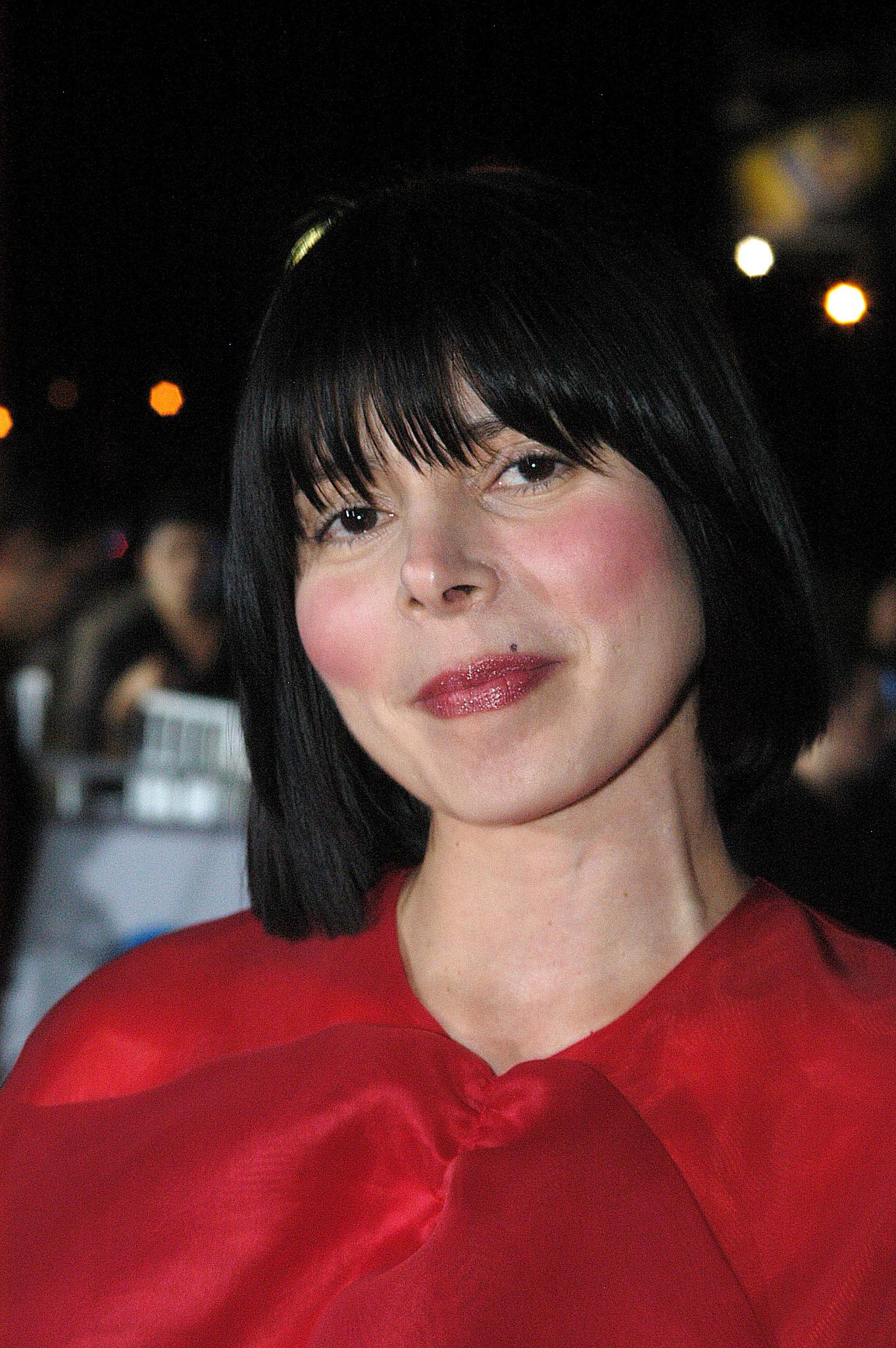
La canción «Ojos claros, labios rosas», de la cantautora mexicana Ely Guerra, formó parte del soundtrack de la película.

| N.º | Título                      | Escritor(es)                                                                    | Intérprete(s)                       | Duración |  |
| 1.  | «Walkie Talkie Man»         | Bradley Carter • Tyson Kenedy • Jacob Adams • Timothy Youngson • Jared Wrennall | Steriogram                          | 2:13     |  |
| 2.  | «Plástico»                  | Natasha Dueñas                                                                  | J.D. Natasha                        | 2:40     |  |
| 3.  | «Ojos claros, labios rosas» | Elizabeth Guerra Vázquez                                                        | Ely Guerra                          | 4:22     |  |
| 4.  | «One More Time»             | Thomas Bangalter • Guy-Manuel de Homem-Christo • Anthony Moore                  | Daft Punk y Romanthony              | 5:21     |  |
| 5.  | «Aló»                       | Jonás González y Alejandro Rosso                                                | Plastilina Mosh                     | 4:04     |  |
| 6.  | «Ocean Avenue»              | Ryan Key • Ben Harper • Peter Mosely • Longineu W. Parsons III • Sean Mackin    | Yellowcard y Peter Mosely           | 3:18     |  |
| 7.  | «Perverso»                  | Tiziano Ferro                                                                   | Tiziano Ferro                       | 3:51     |  |
| 8.  | «Just a Little While»       | Janet Jackson y Dallas Austin                                                   | Janet Jackson y Dallas Austin       | 4:13     |  |
| 9.  | «Na, Na, Na (Dulce Niña)»   | Luigi Giraldo y A.B. Quintanilla III                                            | A.B. Quintanilla III y Kumbia Kings | 3:25     |  |
| 10. | «Song Bomb»                 | Cano Hernández                                                                  | El Gran Silencio                    | 3:42     |  |
| 11. | «Nada que pensar»           | Qbo                                                                             | Qbo                                 | 3:36     |  |

## Lanzamiento

### Mercadotecnia

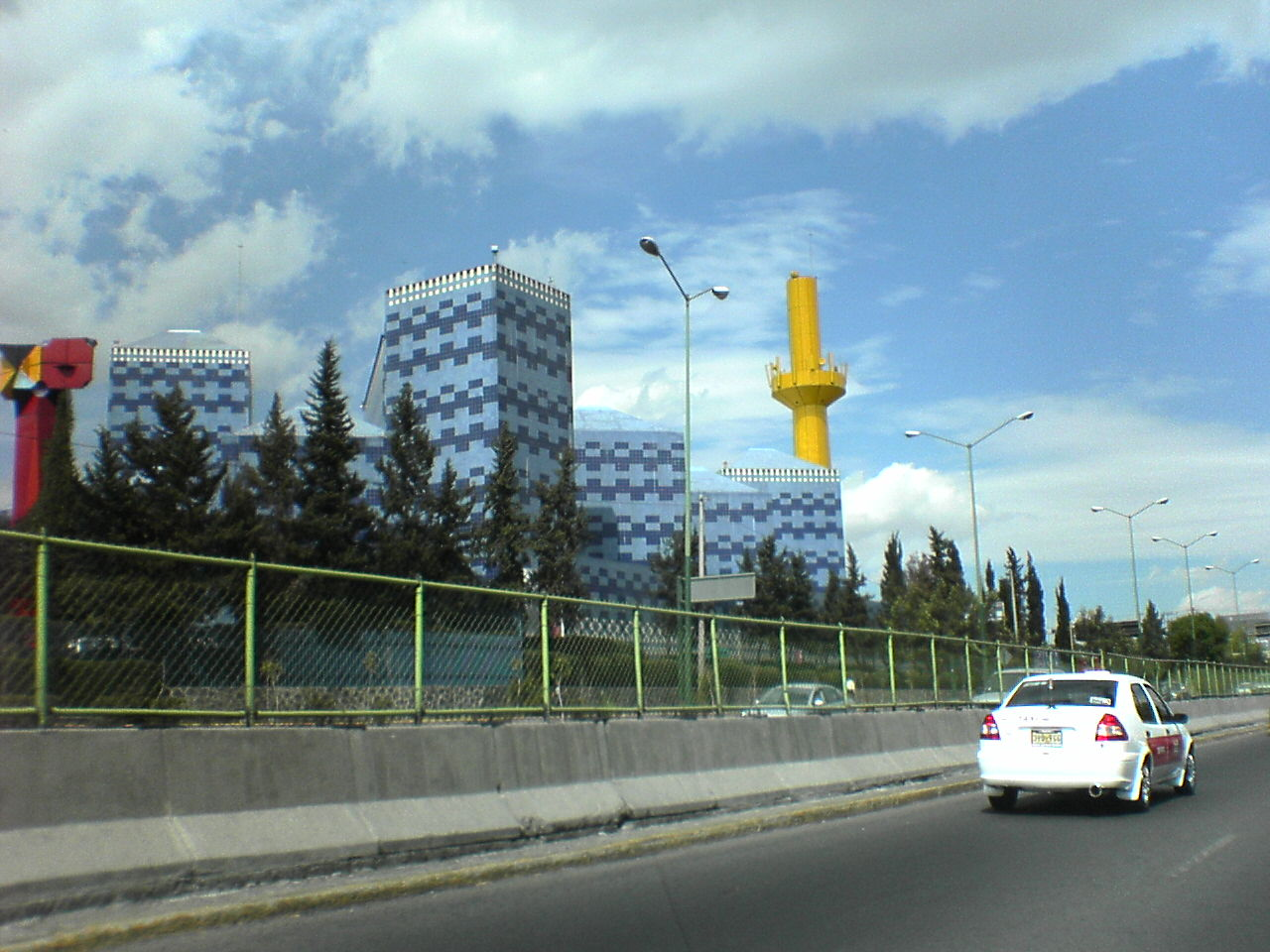
El 22 de julio de 2005, los primeros 20 minutos de Imaginum fueron proyectados en Papalote Museo del Niño como parte de un evento organizado por Intel para presentar en México la tecnología móvil de banda ancha inalámbrica, WiMAX.

Para la promoción del filme, se llevaron a cabo diferentes actividades presenciales, principalmente en la Ciudad de México y algunas otras ciudades del país. Algunos de estos eventos, se llevaron a cabo con varios meses de anticipación al estreno del largometraje.
El 29 de abril de 2005, se llevó a cabo un evento en colaboración con Fundación Teletón con motivo del Día del Niño en la explanada del Centro de Rehabilitación Infantil Teletón (CRIT), ubicado en Tlalnepantla, Estado de México. A este, acudieron las botargas de los personajes principales, Sovos y Tovot, así como la del antagonista del filme, Yxxxxx, quienes convivieron con los niños del centro y regalaron chocolates de la marca Kit-Kat de Nestlé. Así mismo, se llevó a cabo una proyección exclusiva de la cinta para los pacientes del centro, siendo la primera vez en la que Imaginum se exhibió al público luego de su conclusión y antes de su estreno formal.
El 30 de abril de 2005, se instaló un showroom de la película con computadoras y software de Intel en la plaza central del centro comercial Galerías Coapa, ubicado en la zona de Coapa, al interior de la colonia residencial Acoxpa en la dependencia de Tlalpan, Ciudad de México. En este, los asistentes podían jugar minijuegos protagonizados por los personajes del filme y desarrollados por el equipo de Ánima Estudios. Además, nuevamente se contó con la presencia de botargas de los personajes, quienes convivieron con los asistentes durante todo el día.
El 17 de junio de 2005, se proyectó el filme en el Teatro Juan Ruiz de Alarcón, en el marco del 1.er Festival Internacional de Cine de Acapulco, evento al que acudieron los directores del filme, Alberto Mar e Isaac Sandoval, quienes llevaron a cabo una serie de actividades promocionales en el puerto de Acapulco, Guerrero.
El 22 de julio de 2005, un mes antes del estreno, se proyectaron 20 minutos de la cinta en el Papalote Museo del Niño, como parte de un evento organizado por Intel para presentar la tecnología móvil WiMAX en México. El evento fue presentado por Sean Maloney, vicepresidente ejecutivo y director general del Grupo de Movilidad de Intel Corporation, y contó con la participación de la Delegación Miguel Hidalgo de la Ciudad de México y de Ánima Estudios para hacer algunas demostraciones de los beneficios y oportunidades que el uso de tecnologías móviles de banda ancha inalámbrica podría ser capaz de ofrecer en situaciones de la vida cotidiana, como para la detección oportuna de actos delictivos y siniestros mediante cámaras de seguridad, y la reproducción multimedia sin pérdida de calidad de audio y vídeo.
Para la promoción del filme, el estudio pactó acuerdos comerciales con 15 marcas diferentes, algunas de golosinas y productos para niños en tiendas departamentales, las cuales lanzaron diferentes productos y promociones en relación con la película, entre ellas, Nestlé, que a través de su división de helados, lanzó al mercado paletas heladas de limón y uva conocidas como el Dedo Imaginum. Al igual que en la campaña de mercadotecnia de la anterior película del estudio, Ánima Estudios se asoció nuevamente con Telmex para lanzar ediciones especiales de sus tarjetas telefónicas Ladatel con los personajes del filme, que en esta ocasión, formaron parte de una promoción realizada por la cadena Cinépolis, en la que al ser entregadas en la taquilla de sus sucursales y en conjunto con la compra de dos boletos para ver la película, la cadena regalaría el tercero sin ningún costo. Asimismo, se pusieron a la venta combos en las dulcerías de los cines y camisetas de la película en la compra de otros productos, y las botargas de los personajes estuvieron presentes en centros comerciales y en algunas escuelas.
La campaña también incluyó la puesta de colgantes publicitarios en puntos de venta, carteles de cine y standees promocionales al interior de las cadenas exhibidoras, anuncios impresos en revistas y periódicos, y comerciales y spots para radio y televisión. Esta última tarea quedó en manos del conglomerado Televisa, empresa propietaria de Videocine, distribuidora del filme. Televisa le facilitó a Ánima Estudios la exposición del proyecto en medios masivos a través de sus plataformas ya establecidas (canales de televisión abierta y restringida, y estaciones de radio), ya que por esa época, ofrecía descuentos en publicidad en medios de radiodifusión a los productores de cintas que tenían contrato de distribución con Videocine. Entre los anuncios audiovisuales para la cinta, se produjo uno con la participación de Jaime Maussan, en el que muestra una serie de evidencias fotográficas de apariciones de extraterrestres hallados en diferentes lugares de México; para el promocional, el equipo de Ánima compuso fotomontajes con ilustraciones de Sovos, Rovor y Tovot adentro de fotografías reales. Este corto fue incluido, junto con los otros promocionales y avances, en el micrositio de Imaginum del sitio web de Ánima Estudios, en el que también se incluyeron los minijuegos y otros materiales complementarios. Asimismo, periódicos de circulación nacional como El Universal y Reforma, y revistas como Contenido —de contenido general— y 24 por segundo —especializada en cinematografía— le dieron una amplia cobertura a la producción y lanzamiento de la película, al igual que algunas publicaciones regionales como Mural (de Guadalajara, Jalisco) y otras de alcance internacional como Variety. El Universal publicó una entrevista promocional de Gamaliel Luna con los personajes de Dante e Yxxxxx, quienes fuera de personaje, compartieron algunas anécdotas recogidas en la «filmación» de la película, como el uso de un doble de riesgo para Yxxxxx en las escenas de lucha libre o la regrabación de todos los diálogos tras el cambio de voz en Dante —en referencia al cambio de voz de Giovanni Florido durante la posproducción (para más detalles, véase Casting y actuación de voz)—; en la entrevista, se «reveló» que el nombre de actor de Yxxxxx es Crispino.
La agencia publicitaria, Archer Troy, en conjunto con sus filiales, Ficks Audio (agencia electrónica) e Imagen Virtual (agencia de relaciones públicas), fueron las responsables de la campaña de mercadotecnia de la película, cuyo presupuesto para publicidad fue de aproximadamente 2 000 000 MXN.

### Estreno
El primer avance de Imaginum se lanzó en noviembre de 2003, y se adjuntó a las proyecciones de Magos y Gigantes. El teaser trailer también fue incluido en el DVD de Magos y Gigantes como parte del material extra. La trama del avance, toma lugar en medio de un bosque, cuando Dante y Rocco se encuentran inmersos en una discusión hasta que una nave espacial cae en el lugar. De esta, bajan Yxxxxx, Sovos, Rovor y Tovot, quienes, de manera cómica, tienen sus primeras interacciones con los hermanos. Para este primer avance, se creó una historia original con animaciones exclusivas para este en la que se presentan a los personajes por primera vez en una versión alternativa de la trama original de la película. La idea de una historia original para el avance de intriga de una película animada ya había sido probada por estudios como Pixar y Blue Sky Studios.
Al principio, se tenía contemplado estrenar el filme a mediados de 2004, luego, para finales de 2003, se mencionó que la película se estrenaría durante el primer trimestre del mismo año, ya que el estudio planeaba lanzar dos largometrajes al año. La película sería lanzada por 20th Century Fox, compañía que tenía un contrato de distribución con Ánima Estudios por dos películas a partir de Magos y Gigantes. En noviembre de 2003, José Juan Hernández, presidente de Fox México, dijo para el portal de noticias sobre cine Screen Daily que la película «tenía el potencial de convertirse en un éxito aún mayor» que Magos y Gigantes, y Fox planeaba lanzar el filme en un «número aún mayor de pantallas» a comparación del de dicha cinta previa. Posteriormente, el acuerdo no se retomó por razones desconocidas, y por otro lado, Videocine Distribución, división cinematográfica de Grupo Televisa y quien previamente le ofreció al estudio una oferta para distribuir Magos y Gigantes, llegó a un acuerdo de distribución para Imaginum; ulteriormente, esta cinta se convirtió en la primera de Ánima Estudios en ser distribuida por Videocine, ya que algunos años después, dicha compañía empezaría a lanzar teatralmente otros títulos del estudio. Para finales de 2004, se anunció que el estreno se llevaría a cabo durante el primer semestre de 2005, luego se mencionó que la película se lanzaría en el primer trimestre del año; en ambos casos, esto se debió a que, para ese tiempo, el filme se encontraba en las etapas finales de su producción. La película terminada se estrenó el 11 de marzo de 2005 en el Cineforo Universidad de la Universidad de Guadalajara (UdeG), como parte de la barra infantil de la 20.a edición del Festival Internacional de Cine en Guadalajara, en la que se presentaron películas iberoamericanas como Pinocho 3000 (2004) de España —en coproducción con Francia y Canadá—, Patoruzito (2004) de Argentina, Supertramps (2004) y Glup, una aventura sin desperdicio (2004) de España, Bahía mágica (2002) de España y Argentina, y Piratas en el Callao (2005) de Perú. Poco después, la cinta se proyectó por primera vez al público general el 29 de abril de 2005 en las instalaciones del Centro de Rehabilitación Infantil Teletón (CRIT), ubicado en Tlalnepantla de Baz, Estado de México (para más detalles, véase: Mercadotecnia).
Finalmente, Videocine decidió aplazar la fecha de apertura para agosto de 2005, época en la que se suscita el reinicio del ciclo escolar en México. Este cambio se debió principalmente a dos motivos: la idea propuesta por Videocine era que la película tendría un mayor apogeo gracias al «boca a boca» entre los niños una vez que éstos reingresaran a las escuelas primarias, porque se consideró que esto le generaría una alta publicidad. La segunda razón, fue que la compañía buscaba evadir la competencia contra las producciones extranjeras estrenadas a lo largo del año, pues la distribuidora supuso que por esos días no habría ningún otro estreno de peso en cartelera que le pudiese disputar la audiencia a la película, especialmente los estrenos del verano que convocan a un alto número de espectadores a las salas. Por tal motivo, la distribuidora consideró más factible estrenar la cinta poco después de que finalizara el periodo vacacional con el fin de no correr riesgos y prevenir el enfrentarse a pérdidas económicas como las que tuvo Magos y Gigantes anteriormente. Además, la escasez de películas de altos presupuestos en exhibición representaba un área de oportunidad que, en teoría, abriría a la posibilidad de ingresar una mayor recaudación en taquilla y de, por ende, conseguir un mejor retorno de la inversión. Dicha resolución fue duramente criticada en retrospectiva por Víctor Ugalde en el libro Animación: una perspectiva desde México, quien opinó que, por el pensamiento de la distribuidora, parecía «como si no contaran con experiencia y conocimiento de la forma de operar el mercado de la exhibición», y también consideró que Videocine «no tuvo la fuerza» para competir contra los grandes lanzamientos del verano.
En julio de 2005, Variety reportó que la sucursal de Videocine en Los Ángeles planeaba un estreno limitado de Imaginum en Estados Unidos, dirigido específicamente a la población de latinoamericanos e hispanos residentes en dicho país.  Asimismo, se tenía contemplada la exportación del filme a países de América Latina y España. Su estreno nacional ocurrió el 19 de agosto de 2005, y fue lanzada con 175 copias en 150 salas de cine del país. Si bien había optimismo por parte de los ejecutivos de Ánima, la incertidumbre sobre si la cinta recaudaría lo esperado durante sus primeros días en exhibición estaba presente: «No se puede evitar el nervio, estamos optimistas, pero sí se resumen dos años [de trabajo] en un fin de semana: la apertura es de vital importancia [...] y por más optimistas que seamos, ya que estamos contentos con el resultado y sabemos que cumpliremos las expectativas, este es un momento muy importante en nuestra vida y carrera».
Poco después del estreno de la película, se anunció que sería exhibida como parte del 2.o Festival Internacional de Cine Latino del Condado de Orange en Santa Ana, California celebrado entre los días 29 de septiembre y 2 de octubre.

### Distribución internacional
El 4 de agosto de 2006, Ánima Estudios anunció que la productora y distribuidora estadounidense PorchLight Entertainment había adquirido los derechos de distribución mundial de Magos y Gigantes e Imaginum, las cuales fueron emitidas por televisión y comercializadas en formato directo a video —esto último, a través de PorchLight Home Entertainment— en más de cien países, (y en el caso de Magos y Gigantes, estrenada en cines). En el caso de Imaginum, esta fue lanzada en DVD en un total de 126 países, entre ellos: Israel, Polonia, Argelia, Camerún, Egipto, Brasil, Suiza, Rusia, Estados Unidos, China, Dinamarca, Australia, Malaui, Angola, Tanzania e Irak.

### Medios domésticos
En 2006, el DVD de Imaginum fue publicado en México por Quality Films, distribuidor de las películas de Videocine en medios domésticos.
En Estados Unidos, la cinta fue lanzada en DVD por Distrimax en diciembre de 2008 con el título alternativo, Imaginum: aventura en el espacio. En esta versión, lanzada en Región 1, la película es presentada en pantalla completa con ratio de aspecto de 1.33:1, y se incluyen tanto el doblaje en inglés del filme como su versión original en español: el primero en sonido envolvente 5.1 y el segundo en sonido estereofónico, respectivamente; ambos en el sistema de audio Dolby Digital.
En México, la película estaba disponible en el servicio de alquiler de películas y plataforma de streaming, Cinépolis Klic, la cual finalizó sus operaciones el 31 de mayo de 2023.

## Recepción

### Comercial
No se tiene información precisa con respecto a la corrida en taquilla de Imaginum. En 2018, la Cámara Nacional de la Industria Cinematográfica (Canacine) dio a conocer una tabla descargable con las recaudaciones de las películas animadas mexicanas lanzadas en las últimas dos décadas, en la que la película es citada con un juntado total de 7,849,769 pesos mexicanos, abreviados como 7.8 millones, sumado a un promedio de asistencia de 240,349 espectadores en un rango de catorce semanas en exhibición; la cifra en taquilla compilada por Canacine, anteriormente fue citada por Luis Gabriel Vázquez Hernández en su libro Cuentos y recuentos animados: Panorama de la animación mexicana: 2000–2012 (2015). Por otro lado, en 2017, el animador Álex Kong, publicó en su sitio web epónimo una lista con la gran mayoría de largometrajes mexicanos del género, en la que citó el acumulado de Imaginum en la cifra de 7 665 000 MXN. Con respecto al flujo de asistencia en el primer fin de semana de Imaginum, Víctor Ugalde escribió lo siguiente para la revista sobre política, ciencias sociales y humanidades Etcétera:
[...] el reciente estreno de la cinta infantil mexicana Imaginum. Programan su estreno a media quincena (19 de agosto), precisamente la misma semana que su público potencial regresa a clases. Ese fin de semana la media de asistencia por sala en el país fue de 341 espectadores, 60% menos que el promedio semanal durante el año. Los 200 mil espectadores que tuvo hasta la cuarta semana de exhibición no resultan suficientes para recuperar la inversión. En una buena fecha, esa película hubiera obtenido el doble o más de los asistentes. — Víctor Ugalde (2005)
Se consideró que el filme resultó en un fracaso de taquilla, siendo una de las causas que pasó desapercibido en cartelera; la cinta obtuvo un 20% menos de ingreso en taquilla a comparación de Magos y Gigantes y una baja recuperación de la inversión. En entrevista con la revista especializada Cine-Toma en 2012, Fernando de Fuentes de Ánima Estudios afirmó que, en los libros contables del estudio, Imaginum era la única película que había generado pérdidas económicas significativas —sin contar a AAA, la película: Sin límite en el tiempo (2010), cuarta cinta fílmica del estudio comisionada por Promociones Antonio Peña (PAP), compañía de entretenimiento especializada en lucha libre propietaria de la liga Lucha Libre AAA Worldwide, cuya recaudación en cines también fue muy baja—. El mal resultado financiero de Imaginum condujo a que Ánima Estudios se enfrentara a graves problemas de capitalización, los directivos de la empresa consideraron seriamente abrir nuevas áreas de producción en otras ramas como la animación publicitaria y servicios de realización para otros estudios y compañías. Asimismo, se tomó la decisión de adelantar la producción del tercer largometraje de la compañía, Guacamayo, intriga polar, cuyo lanzamiento inicialmente se había pensado para algún momento del próximo 2006. Con el tiempo, el estudio consiguió recuperar una parte de la inversión con las ventas internacionales de la película en video doméstico y televisión, en paquete con Magos y Gigantes, lográndose distribuir en más de cien países del mundo a finales de los años 2000. De Fuentes estimó que la recuperación de Imaginum oscilaba en el 50% en 2012.

### Crítica
La película recibió principalmente críticas de mixtas a negativas por parte de la crítica especializada.
Luis Tovar escribió, en su reseña para La Jornada Semanal —suplemento cultural del diario homónimo—, que los principales desaciertos de Imaginum recaían principalmente en el empleo de «los tics y convencionalismos prácticamente calcados de la animación estadounidense más tradicional, ésa que vimos desde niños y que nuestros hijos atestiguan aún hoy», y señaló que estos «son los mismos [desaciertos] que ha acarreado buen número de animaciones locales». Tovar enumeró algunos de los elementos importantes que en conjunto daban este resultado: «una trama interrumpida constantemente por gags y sketches con los que se pretende dotar de sentido del humor —con resultados desiguales— a la trama misma y a los personajes; un uso de la musicalización cuyos tonos y momentos resultan más predecibles que un eclipse; un trazo de personajes esquemático y simplificador, a tal grado que pareciera haberse pensado que ningún niño es capaz de percibir matices, con el añadido supuestamente innovador pero en realidad ya muy manido de poner junto al malo-malo, a uno o más malos-tontos, que serán los encargados de los chistes». Por otro lado, Tovar consideró que la parte más rescatable de la película era «su voluntad, intermitente, olvidada de a ratos, de imprimirle color local» —si bien afirmó que esta se veía traicionada por el desarrollo de la trama y su resolución como «típico final feliz de caricatura»—, y elogió, como sus mejores aportaciones en este aspecto, «la inclusión de ciertos giros de lenguaje [del español mexicano]» y el cameo de los periodistas y ufólogos Jaime Maussan y Pedro Ferriz, de quienes comentó, que ambos aportaban a la película «su más interesante matiz que, por desgracia, al final es desaprovechado».
Sobre el mismo tema de las tendencias de la animación norteamericana en la película, Marco González Ambriz, de la revista independiente de cine en línea Cinefagia, resumió que «la historia sigue muy de cerca el modelo de la animación ‘gringa’, con un humor que se basa en los resbalones, los equívocos más manidos y las caracterizaciones más sencillas». González Ambriz echó en falta la inclusión de elementos más propios y característicos de la cultura de México en la película, así como de rasgos físicos más identificativos de los mexicanos en los personajes. Consideró además que «la animación parece bastante primitiva si se le compara con lo que se hace en otros países, y el guion también es un tanto flojo, [pues] el desarrollo de la trama y personajes se queda en lo esquemático». Glez. Ambriz concluyó que «Imaginum quedaba como un paso firme en el largo camino que los animadores mexicanos debían recorrer para tener una identidad propia».
Justo Elorduy, de El Norte, consideró que la película tenía las mismas fallas que planteó en su crítica a Magos y Gigantes, pues afirmó que «estamos hablando de una película situada en un universo interesante, atractivo visualmente hasta cierto punto, pero que sufre de dos cosas que hunden a la cinta: la historia y el medio animado». Elorduy señaló que la historia «se termina a la media hora y se queda a la deriva [...] con un bache en medio de la película carente de toda gracia», debido a que su eje principal, el Imaginum, fue relegado a segundo término, lo que provocó que tanto el protagonista como el antagonista principal no tuvieran presente el objetivo que ambos perseguían y que, a raíz de ello, la historia perdiera su curso. Por otro lado, Elorduy menciona que Yxxxxx «es el que sufre más en la historia[,] ya que no saben qué hacer con él hasta donde ambos logran algo en el clímax[,] cuando dizque lo gracioso se convierte en ‘serio’».
En su libro, Cuentos y recuentos animados: Panorama de la animación mexicana: 2000-2012 (2015), Luis Gabriel Vázquez Hernández destacó que, «en cuanto a la animación, se vio una ligera evolución y aprendizaje, pero el producto seguía contrastando desigualmente con las películas extranjeras que hubo en cartelera [por] ese año (2005) (El cadáver de la novia, de Warner Brothers; Wallace y Gromit: La Guerra de los vegetales, de Aardman; Madagascar, de DreamWorks y Cars de Pixar[,] entre otras, para darse una idea)».
Luis Miguel Cruz, de Cine Premiere, opinó en retrospectiva que «más allá de su trama [...], la película destaca por una serie de decisiones técnicas que han sido determinantes para la animación mexicana», considerándola como el mayor logro de Ánima Estudios durante sus primeros años de existencia. Cruz destacó «su bien labrado plan de trabajo que dio confianza a inversionistas y sentó un buen ejemplo para otras producciones[,] [...] la fusión de animación tradicional y CG para empezar a explorar nuevas tecnologías y aprovechar el talento de los animadores emergentes[,] [...] [y] la creación de una historia que no sólo se enfocaba a las familias mexicanas, sino del mundo entero [...]». Cruz concluyó su breve reseña recalcando que «Imaginum pasó a la historia como una de las mayores revoluciones animadas del país y cuyos esfuerzos siguen resonando con fuerza hasta nuestros días».

### Premios y nominaciones
| Premio(s)                          | Categoría(s)                    | Nominado/a(s)                | Resultado |
| ---------------------------------- | ------------------------------- | ---------------------------- | --------- |
| 2 Palmeras de Oro en Acapulco      | Mejor Película Animada          | Alberto Mar e Isaac Sandoval | Ganadora  |
| 2 Estatuillas de Niños de La Rosca | Mejor Película Mexicana Animada | Alberto Mar e Isaac Sandoval | Ganadora  |